# Carmen Villani
Carmen Villani, née le 21 mai 1944 à Ravarino, en Émilie-Romagne  est une chanteuse, actrice et soubrette italienne active principalement de 1960 à 1984.

## Biographie
Carmen Villani est né à Ravarino, en province de Modène. Elle a remporté le concours national de chant de Castrocaro en août 1959 avec la chanson Quando una ragazza (quand une fille (à la Nouvelle Orléans)). Elle est remarquée par Fred Buscaglione qui l'engage en tant que chanteuse dans son orchestre Asternovas. Buscaglione a enseigné à Carmen Villani à chanter le « swing américain » style qu'elle a conservé tout au long de sa carrière. La collaboration s'est terminée lors de la mort de Buscaglione dans un accident de voiture le 3 février 1960.
La carrière solo de Carmen Villani a continué avec la maison discographique Bluebell à partir de 1961. Elle fait ses débuts comme la chanteuse dans le film Un homme à brûler (Un uomo da bruciare) de Valentino Orsini, Paolo et Vittorio Taviani.
Par la suite, elle a été embauchée par la RAI et a collaboré avec Lelio Luttazzi dans l'émission Strettamente musicale et Il Paroliere questo sconosciuto. Le single La mia strada (Ma rue) s'est placé à la 14e place du hit-parade italien.
Carmen Villani a participé au Cantagiro de 1963, avec la chanson Io sono così, une reprise de The Love of a Boy de Burt Bacharach.
Le succès arrive enfin avec le morceau Bada Caterina, écrite par le maître Armando Trovajoli avec un texte de Franco Migliacci tiré de la bande son du film Adulterio all'italiana (1966), interprété per Nino Manfredi et Catherine Spaak.
Elle participe au festival de la chanson de Sanremo : 1967 (Io per amore), 1969 (Piccola piccola) ; 1970 (Hippy, chantée avec Fausto Leali) ; 1971 (Come stai) (avec Domenico Modugno).
En 1968, Armando Trovajoli lui confie le motif musical d'un autre film : Il profeta de Dino Risi, dont le maître est l'auteur avec Carlo Pes et Antonio Amurri.
En 1969, Carmen Villani participe à la Mostra Internazionale di Musica Leggera di Venezia avec  Se (yes), écrite par Paolo Conte, et enregistre deux chansons  écrites par Gorni Kramer, Trenta  et Quella strada et participe au show à la télévision dans les émissions Ma che domenica amici aux côtés de Raffaele Pisu et Ric e Gian ainsi que La domenica è un'altra cosa (1970)
À partir de 1971 elle change de maison de disques et rejoint la RCA Italiana, malgré quelques succès d'estime, sa carrière en tant que chanteuse subit un coup d'arrêt en 1974.
Elle tente un retour en 1984 avec Anima et en 1988 avec Carmen Villani (1988), sans grand succès.

## Cinéma
À partir des années 1970, Carmeen Villani décide de se consacrer au cinéma devenant une des principales interprètes de la comédie érotique italienne.
Elle débute en 1973, dans le premier film tourné par son mari  Mauro Ivaldi : Brigitte, Laura, Ursula, Monica, Raquel, Litz, Maria, Florinda, Barbara, Claudia e Sofia, le chiamo tutte "anima mia", le film remporte le Prix Totò de la meilleure comédie, puis La supplente de Guido Leoni en 1975, puis toujours sous la direction de son mari: L'amica di mia madre (1975), Ecco lingua d'argento (1976), Grazie tante arrivederci (1977), L'anello matrimoniale (1979), Polvos mágicos (1979, distribués tous exclusivement sur le marché espagnol.

## Discographie

### 33 tours
- 1966 - Carmen (Bluebell Records, blp38)
- 1984 - Anima (Interfonia)
- 1988 - Carmen Villani (Phoenix)

### 45 tours
- 1959 - Sul banco di scuola (ho inciso il tuo nome)/I love you=amore (Bluebell Records, bb 3020)
- 1959 - Espada/Jimmy, (Bluebell Records, bb 3021)
- 1960 - Tramonto in Canada/La nostra strada (Bluebell Records, bb 3054)
- 1962 - Un domani per noi/T'ho voluto tanto bene (Bluebell Records, bb 3082)
- 1962 - Brucia/Potrai fidarti di me (Bluebell Records, bb 3091)
- 1963 - Lo so/Non verrà da te la felicità (Bluebell Records, bb 3104)
- 1963 - Io sono così/Questa sera (Bluebell Records, bb 3108)
- 1964 - Imparerò a nuotare/Che cosa vuoi farci (Bluebell Records, bb 3123)
- 1964 - Congratulazioni a te/L'amore che mi hai dato (Bluebell Records, bb 3125)
- 1965 - La verità/Baby love (Bluebell Records, bb 3131)
- 1965 - Amerai solo me/Come fai (Bluebell Records, bb 3134)
- 1965 - Io ca te voglio bene/Nun era ammore (Bluebell Records, bb 3142)
- 1966 - Anche se mi vuoi/Passa il tempo (Bluebell Records, bb 3149)
- 1966 - Bada Caterina/Brillo e bollo (Bluebell Records, bb 3155)
- 1966 - Mille chitarre contro la guerra/Ti prego resta accanto a me (Bluebell Records, bb 3161)
- 1967 - Io per amore/Accidenti a te (Fonit-Cetra, sp 1325)
- 1967 - Io ho perduto te/Grin Grin (Fonit-Cetra, sp 1335)
- 1967 - Non c'è bisogno di camminare/Se se se (Bluebell Records, bb 3188)
- 1968 - Mi va di cantare/Questa sinfonia (Fonit-Cetra, sp 1362)
- 1968 - Il profeta/Non prenderla sul serio (Fonit-Cetra, sp 1365)
- 1968 - E' la vita di una donna/Questa sinfonia (Fonit-Cetra, sp 1366)
- 1968 - Per dimenticare/Uno così (Fonit-Cetra, sp 1368)
- 1968 - Trenta 0233/Quella strada (Fonit-Cetra, sp 1384)
- 1969 - Piccola piccola/Nostra casa disumana (Fonit-Cetra, sp 1393)
- 1969 - Viva la vita in campagna/Due viole in un bicchiere] (Fonit-Cetra, sp 1396)
- 1969 - Dang, dang e dang/Se (Yes)] (Fonit-Cetra, sp 1419)
- 1970 - Hippy/Uomo piangi (Fonit-Cetra, sp 1425)
- 1970 - L'amore è come un bimbo/Borsalino (Fonit-Cetra, sp 1439)
- 1971 - Come stai/Scusa se...lui (RCA Italiana, PM 3577)
- 1971 - Bambino mio/Una donna sa (RCA Italiana, PM 3621)
- 1973 - Un calcio al cuore/L'ultimo uomo di Sara (RCA Italiana, PM 3705)
- 1984 - L'anima/Che manovre (Interfonia, ITF 4541)

## Filmographie
- 1962 : Un homme à brûler
- 1965 : Per una valigia piena di donne
- 1968 : Le Prophète (Il profeta) de Dino Risi
- 1974 : Brigitte, Laura, Ursula, Monica, Raquel, Litz, Maria, Florinda, Barbara, Claudia e Sofia, le chiamo tutte "anima mia" de Mauro Ivaldi
- 1975 : L'amica di mia madre
- 1975 : La supplente
- 1976 : Lettomania
- 1976 : Passi furtivi in una notte boia
- 1976 : Ecco lingua d'argento
- 1977 : La Classe (La signora ha fatto il pieno) de Juan Bosch Palau
- 1977 : Grazie tante arrivederci
- 1979 : L'anello matrimoniale
- 1979 : Polvos mágicos (Lady Lucifera) de José Ramón Larraz
- 1979 : La supplente va in città
- 1981 : La sposa allegra
- 1982 : I flirts di Stefania
- 1984 : Una spia innamorata